# Hillen & Roosen
Hillen & Roosen is een Nederlands bouwbedrijf en projectontwikkelaar. Het is gevestigd in Amsterdam Westpoort. 
Het bedrijf werd op 1 juni 1899 opgericht door de timmerman L.G. (Leo) Hillen (afkomstig uit Vlijmen) en A.P. (Anton) Roosen (zoon van een uitvoerder te Harderwijk). Hun eerste opdracht was het vernieuwen van de kap van het huis van ir. J.C. Spakler. Diens zoon Johannes Baptista Hillen was daarna jarenlang de directeur van de inmiddels tot meubelfabriek en interieurontwerpbedrijf uitgegroeide onderneming Hillen. Door de fusie met Roosen tot Hillen & Roosen kwamen er steeds meer bouwopdrachten en werden er onder meer woonhuizen, fabrieken en andere gebouwen gebouwd maar ook nam men deel in projecten in bijvoorbeeld de weg en waterbouw. Bij het 75-jarig bestaan in 1974 telde de onderneming 500 personeelsleden.
Het bedrijf bestond later uit meerdere onderdelen maar door de crisis in de bouw ging het sinds 2000 echter steeds slechter met het bedrijf mede doordat het bedrijf vrijwel al zijn eigen vermogen verloor doordat het opdraaide voor de kosten van de bouwfouten van een woon en winkel complex aan het Bos en Lommerplein in Amsterdam waarbij in juli 2006 een vrachtwagen door het parkeerdak zakte. Hierdoor werd op 15 mei 2009 door het bedrijf voor de drie onderdelen het faillissement aangevraagd.
Na een doorstart gingen de bloedgroepen door onder een nieuwe moedermaatschappij en van de ongeveer 220 medewerkers bleven nog ongeveer 70 medewerkers over bij het bedrijf. Enkele grote projecten gingen echter zelfstandig verder maar ook bleven er  enkele slechtlopende activiteiten achter in het faillissement.
Hillen en Roosen werd in september 2017 overgenomen door Hemubo, een specialist in renovatie en onderhoud uit Almere. Hemubo verwierf 75% van de aandelen, terwijl de resterende 25% in handen bleef van directeur Jan Verhulst. Deze overname stelde Hemubo in staat om haar dienstverlening uit te breiden naar de nieuwbouwsector, waarbij de expertise van Hillen & Roosen in binnenstedelijk bouwen een waardevolle aanvulling vormde .
Na de overname bleef Hillen & Roosen opereren als zelfstandige dochteronderneming onder leiding van de bestaande directie. Het bedrijf werkte nauw samen met andere dochterbedrijven van Hemubo, wat leidde tot een versterking van de gezamenlijke marktpositie. Een voorbeeld hiervan is de overname van Kennemer Beton Bouw in 2019, waarmee Hillen & Roosen haar capaciteit in betonbouw vergrootte .
In de jaren na de overname heeft Hillen & Roosen diverse projecten gerealiseerd, waaronder de bouw van acht woontorens met in totaal 268 woningen op Oostenburg in Amsterdam . Daarnaast is het bedrijf betrokken bij ketensamenwerkingen, zoals met woningcorporatie Eigen Haard, om de bouw van nieuwbouwwoningen te versnellen en te verduurzamen.
De integratie van Hillen & Roosen binnen Hemubo heeft geleid tot een bredere dienstverlening, waarbij klanten profiteren van gecombineerde expertise in zowel renovatie als nieuwbouw. Deze samenwerking heeft bijgedragen aan een gezonde groei en een versterkte positie in de bouwsector.
Enkele voorbeelden van projecten waaraan het bedrijf heeft meegebouwd of verbouwd: 
- Beurs van Berlage
- Koninklijk Theater Carré
- Coentunnel
- Amsterdam Marriott Hotel
- Stopera
- Winkelcentrum Reigersbos
- Gemeentemuseum Den Haag

1. ↑  Biswas, Som  (2023). Importance of chat GPT in Agriculture: According to chat GPT. SSRN Electronic Journal  . ISSN:1556-5068. DOI:10.2139/ssrn.4405391.